# Коефіцієнт Уолша
Коефіцієнт Уолша {\displaystyle W_{f}(u)} булевої функції {\displaystyle f} — це величина {\displaystyle \sum _{x\in F_{2}^{n}}(-1)^{f(x)+\langle u,x\rangle }}, де {\displaystyle \langle a,b\rangle =\sum _{i=1}^{n}a_{i}b_{i}}. Коефіцієнти Уолша є спектральною характеристикою булевої функції, тобто є аналогом коефіцієнтів Фур'є.

## Обчислення коефіцієнтів Уолша
Коефіцієнти Уолша можуть бути обчислені за {\displaystyle O(n2^{n})} дій. Для цього потрібно на початку проініціалізувати масив {\displaystyle a}: {\displaystyle a[x]=(-1)^{f(x)}}. Після чого для кожної координати {\displaystyle a}: {\displaystyle a[x]=(-1)^{f(x)}} і для кожної пари точок {\displaystyle x} і {\displaystyle y}, що відрізняються за {\displaystyle i}-тій координаті, потрібно замінити значення {\displaystyle a[x]} і {\displaystyle a[y]} на {\displaystyle a[x]+a[y]} і {\displaystyle a[x]-a[y]} (вважаємо, що у {\displaystyle x}{\displaystyle i}-тий біт скинуто, а у {\displaystyle y} встановлений). Остаточний стан масиву {\displaystyle a} і буде коефіцієнтами Уолша.

## Властивості коефіцієнтів Уолша
1. Формула звернення: {\displaystyle (-1)^{f(x)}=2^{-n}\sum _{u\in F_{2}^{n}}W_{f}(u)(-1)^{<u,x>}}.
2. Рівність Парсеваля: {\displaystyle \sum _{u\in F_{2}^{n}}W_{f}^{2}(u)=2^{2n}}.
3. Формула для автокореляційних коефіцієнтів {\displaystyle \left(\Delta _{f}(u)=\sum _{x\in F_{2}^{n}}(-1)^{f(x)+f(x+u)}\right)}: {\displaystyle \Delta _{f}(u)=-2^{n}+2^{1-n}\sum _{x\in F_{2}^{n},2|<x,u>}W_{f}^{2}(x)}.
4. Вираз коефіцієнтів Уолша через автокореляційні коефіцієнти: {\displaystyle W_{f}^{2}(x)=\sum _{u\in F_{2}^{n}}(-1)^{<x,u>}\Delta _{f}(u)}.
5. Формула для нелінійності булевої функції: {\displaystyle nl(f)=2^{n-1}-{\frac {1}{2}}\max _{u\in F_{2}^{n}}|W_{f}(u)|}.
6. Теорема Титсворта: {\displaystyle \sum _{u\in F_{2}^{n}}W_{f}(u)W_{f}(u+s)=0}. Разом з рівністю Парсеваля ця тотожність є необхідною і достатньою умовою того, що набір коефіцієта Уолша задає якусь бульову функцію.
7. Тотожність Саркара: {\displaystyle \sum _{u\in F_{2}^{n},u\in w}W_{f}(u)=2^{n}-2^{|w|+1}wt(f_{w})}, де {\displaystyle u\in w} означає домінування, тобто те, що всі одиничні біти {\displaystyle u} містяться серед одиничних бітів {\displaystyle w}, {\displaystyle wt(f)} означає вагу функції (кількість наборів, на яких функція дорівнює 1), {\displaystyle f_{w}} означає функцію отриману підстановкою замість {\displaystyle x_{i}} нуля для всіх {\displaystyle i} при яких {\displaystyle w_{i}=1}.